# Hillegossen
Hillegossen ist ein Stadtteil von Bielefeld und gehört zum östlichen Stadtbezirk Stieghorst. Bis 1972 war Hillegossen eine eigenständige Gemeinde im Amt Heepen des Kreises Bielefeld.

## Geographie
Die Stadt Bielefeld ist unterhalb der zehn Bezirke nicht weiter in administrative oder politische Einheiten gegliedert. Stadtteile sind in Bielefeld daher nur informelle Teilgebiete, deren Abgrenzung sich meist auf das Gebiet einer Altgemeinde bezieht. Zu statistischen Zwecken ist Bielefeld jedoch in 72 „statistische Bezirke“ eingeteilt. Die Altgemeinde Hillegossen entspricht dabei in etwa dem statistischen Bezirk 61 Hillegossen.
Hillegossen liegt am nördlichen Rand des Teutoburger Waldes und grenzt an die Bielefelder Stadtteile Ubbedissen, Lämershagen, Stieghorst und Oldentrup. Aus dem Teutoburger Wald kommend vereinigen sich der Selhausenbach und der Forellenbach in Hillegossen zum Oldentruper Bach. Mit 2,65 km² war Hillegossen die flächenmäßig kleinste Gemeinde des ehemaligen Kreises Bielefeld.

## Geschichte
Im 12. Jahrhundert wurde Hillegossen zum ersten Mal schriftlich erwähnt. Aufgrund des Wasserreichtums dieser Gegend gab es sechs Wassermühlen, an die noch heute ein Denkmal im Kreisverkehr in der Hillegosser Ortsmitte erinnert. Seit dem Mittelalter gehörte die Bauerschaft Hillegossen zur Vogtei Heepen im Amt Sparrenberg der Grafschaft Ravensberg. In der Napoleonischen Zeit gehörte Hillegossen von 1807 bis 1813 zum Kanton Heepen im Königreich Westphalen. Seit 1816 gehörte die Gemeinde zum Kreis Bielefeld und darin zunächst zum Verwaltungsbezirk Heepen, aus dem  1843 das Amt Heepen wurde.
Hillegossen wuchs nach dem Zweiten Weltkrieg sehr rasch, entwickelte sich zu einem Bielefelder Industrie- und Wohnvorort und wuchs mit Bielefeld baulich zusammen. Im Rahmen der kommunalen Neugliederung des Raums Bielefeld wurde Hillegossen am 1. Januar 1973 nach Bielefeld eingemeindet und gehört seitdem zum Stadtbezirk Stieghorst.

### Einwohnerentwicklung
| Jahr | Einwohner | Quelle |
| ---- | --------- | ------ |
| 1799 | 0324      | [ 4 ]  |
| 1811 | 0437      | [ 5 ]  |
| 1843 | 0679      | [ 6 ]  |
| 1864 | 0610      | [ 7 ]  |
| 1910 | 1263      | [ 8 ]  |
| 1939 | 1815      | [ 9 ]  |
| 1961 | 3943      | [ 3 ]  |
| 1966 | 4402      | [ 10 ] |
| 1970 | 4323      | [ 3 ]  |
| 1972 | 4415      | [ 11 ] |
| 2008 | 5444      | [ 12 ] |
| 2019 | 5576      | [ 13 ] |
| 2022 | 5656      | [ 14 ] |
| 2024 | 5709      | [ 14 ] |

## Religion
Hillegossen gehörte ursprünglich zum evangelischen Kirchspiel Heepen. Am Anfang des 20. Jahrhunderts wurde für den Süden des Kirchspiels Heepen die evangelische Kirchengemeinde Stieghorst gegründet, die auch Hillegossen umfasste. 
1956 bekam Hillegossen mit dem Christophorus-Haus eine Kirche und wurde eine eigenständige evangelische Kirchengemeinde. Inzwischen jedoch fusionierte sie mit der Stieghorster Gemeinde zur evangelischen Kirchengemeinde Stieghorst-Hillegossen.
Die Hillegosser Katholiken gehören zur Kirchengemeinde St. Bonifatius in Stieghorst.

## Verkehr
In Hillegossen kreuzen sich die Bundesautobahn 2 und die hier autobahnähnlich ausgebaute Bundesstraße 66 an der Anschlussstelle Bielefeld-Ost, die zu einem kleeblattförmigen Autobahnkreuz ausgebaut ist. Die wichtigste innerörtliche Straße von Hillegossen ist die Detmolder Straße.
Im Schienenverkehr verfügte Hillegossen über einen Bahnhof an der Strecke Bielefeld–Lage. Hier betreibt die Eurobahn jeweils im Stundentakt die Regionalbahnlinie 73 „Der Lipperländer“ und die Regionalexpresslinie 82 "Der Leineweber". Die Station wird seit 1988 nicht mehr bedient, allerdings gibt es Überlegungen, sie zu reaktivieren und einen zweiten Fernbusbahnhof zu errichten.
Mehrere Buslinien verbinden Hillegossen mit den umliegenden Ortsteilen sowie mit den Endhaltestellen Sieker (Linie 2) und Stieghorst (Linie 4) der Stadtbahn Bielefeld.